# مايك ماكورميك (لاعب كرة قاعدة)
مايك ماكورميك (بالإنجليزية: Mike McCormack)‏ هو لاعب كرة قاعدة أمريكي، ولد في 22 أكتوبر 1882 في جيرسي سيتي في الولايات المتحدة، وتوفي بنفس المكان في 18 نوفمبر 1953.

## وصلات خارجية
- مايك ماكورميك (لاعب كرة قاعدة) على موقعبيزبول رفرنس.كوم (الدوري الرئيسي) (الإنجليزية)
- مايك ماكورميك (لاعب كرة قاعدة) على موقعبيزبول رفرنس.كوم (الدوري الثانوي) (الإنجليزية)